# Woonsocket (Dacota do Sul)
Woonsocket é uma cidade localizada no estado norte-americano de Dakota do Sul, no Condado de Sanborn.

## Demografia
Segundo o censo norte-americano de 2000, a sua população era de 720 habitantes.
Em 2006, foi estimada uma população de 665, um decréscimo de 55 (-7.6%).

## Geografia
De acordo com o United States Census Bureau tem uma área de
2,0 km², dos quais 2,0 km² cobertos por terra e 0,0 km² cobertos por água.

## Localidades na vizinhança
O diagrama seguinte representa as localidades num raio de 24 km ao redor de Woonsocket.